# Békés Sándor
Békés Sándor (Tarcal, 1940. augusztus 18. –) író, újságíró.

## Pályája
1958-ban érettségizett a Dombóvári Gőgös Ignác Gimnáziumban. Nagyszülei Dombóváron laktak. Az 1956-os forradalom alatt tanúsított magatartásáért bíróság elé állították. Csupán megrovásban részesült ennek köszönhetően folytathatta gimnáziumi tanulmányait. Érettségi után nyomdász szakmunkásvizsgát tett 1961-ben Budapesten. Elvégezte a MÚOSZ Újságíró Iskoláját. Főiskolai tanulmányok: Janus Pannonius Tudományegyetem Főiskolai Kara (magyar-népművelés), Debreceni Agrártudományi Egyetem Hódmezővásárhelyi Állattenyésztési Kara (vadgazdálkodási szakmérnök). 1960-1964 között betűszedő a pécsi Szikra Nyomdában, 1964-1976 között a Dunántúli Napló szerkesztőségében munkatárs, majd főszerkesztő helyettes, 1976-tól a Magyar Televízió Pécsi Körzeti Stúdiójának alapító stúdióvezetője, 24 évig főszerkesztője volt.
Békés Sándornak fontos szerep jutott abban, hogy az MTV Pécsi Körzeti Stúdiója igazi értékközvetítő, szellemi alkotóműhellyé vált. 1978-ban az országban elsőként elindultak a nemzetiségi műsorok, 1981-ben pedig a Sorstársak című rehabilitációs magazin. Emellett – kezdettől fogva – bátor, sokszínű dokumentumfilmek készültek a Pécs Stúdióban, amelynek alkotói a természet értékeinek bemutatását is fontosnak vélték. Az MTV Pécs számos alkalommal kapcsolódott be élő, országos körkapcsolásos műsorokba.
1995-ben vadgazdálkodási szakmérnöki diplomát szerzett.

## Főbb művei
Megjelent kötetei: 
- Elbeszélések (Bp.1963)
- Áradás (Bp. 1966)
- Őszi szivárvány (antológia, szerk., Pécs, 1968),
- Útközben (antológia, szerk., Pécs, 1969)
- Végtelen utakon (Bp. 1970)
- Épületek hitvallása (Pécs, 1971),
- Pécsbánya (riportok 1977)
- Az első évtized (az MTV Pécsi Stúdiójának története Pécs, 1986)
- Húszévesek (A regionális televíziózás Magyarországon-on, 1996, Vadászetika (Bp. 1996)
- Lángoló határ (A délszláv háború, Pécs, 1999)
- Puskával, tollal (Vadásztörténetek, elbeszélések, Bp. 1999). Forza, Juventus! (Bp., 2002)
- Imádkoznak a fák : emlékek, portrék, elmélkedések (Pécs, 2002)
- Vadászetika (Bp., 2001, 2003)
- Emlékekbe kapaszkodva – másféle vadásztörténetek (Bp., 2004)
- Elröppent évek – a zóki Várhegytől a mongol Altájig : vadásznapló 2003-2007 (Pécs, 2008)
- Vadászok, vadászotthonok (Pécs, 2006)
- Vadászok, vadászotthonok 2. (Pécs, 2009)
- A slapaj visszanéz – portrék, tárcák, emlékezések (Pécs, 2010)
- Isten előszobájában – Vadásznapló 2008-2011 (Pécs, 2012)
- Vadászetikai beszélgetések (Bp., 2012)
- Mélyből hangzó szívdobbanás – [egykori uránbányászok emlékeznek] (Pécs, 2014)
- Gyolcsfehér nyírfák között – vadásznapló, 2012-2015 (Pécs, 2016)
- Ünnep és gyász – természetről, családról, vadról, vadászatról : Válogatott és újabb írások (Pécs, 2020)
- Megváltó hajnalok – természetről, elmúlásról, vadról, vadászatról : vadásznapló 2016-2021 (Pécs, 2022)

Filmjei: történelmi dokumentumfilmek: Hol vannak a katonák (1990-1992), Kéri Kálmán (1991), Jány Gusztáv (1993), Égi veteránok (1994), Hazatérés (gr. Bethlen István és Deseő László földi maradványainak hazaszállítása Oroszországból, 1994), Végtisztesség (A doni hős végleg hazatért, 1999).
Természetfilmek: Egy táj négy arca (1978), A Baláta-ősláp (1984), Őzek a város szélén (1992), A Kárpáti Nemzeti Park (1994), A Napisten szent állatai (1996). Televíziós sorozat: Alpok-Duna-Adria nemzetközi magazin (1978-1999).

## Kitüntetései
- Kiváló Munkáért, a Haza Szolgálatáért Érdemérem arany fokozat
- KISZ Érdemérem
- Közbiztonsági Érem arany fokozat
- Munka Érdemrend[1]
- MTV Nívó- és Életműdíj

Somogy megye újságírói díja
Baranya megye Közművelődési díja
- Magyar Lajos-díj
- SZOT-díj (1989)
- Honvédelemért I. osztálya
- Nimród-érem
- MÚOSZ Aranytoll (2008)[1]
- Köztársasági Elnöki Aranyérem (1999)[1]

## Tisztségei
A Magyar-Román Baráti Társaság tagja, az MVSZ Baranya Megyei Szervezete és az Izrael Pécsi Barátainak Köre alapító tagja, a Vadászati Kulturális Egyesület és a Vadászkamara Baranya Megyei Szervezetének alelnöke, a Kulturális Tanács elnöke. A MÚOSZ elnökségének tagja, a Kaposvári Egyetem Művészeti Kara Kommunikáció- és Médiatudomány Tanszékének címzetes docense.

## Titkosszolgálati tevékenysége
1976 és 1990 között szigorúan titkos állományú tisztként titkosszolgálati feladatokat látott el. „Munkájára mindenkor a pontosság, a precizitás jellemző, nagy politikai hozzáértésről tesz tanubizonyságot, komoly áttekintőképességgel rendelkezik. [...] Elvhű kommunista, munkájára a bátorság, a rendíthetetlenség jellemző." – szerepel 1984-es minősítésében. Archiválva 2023. május 1-i dátummal a Wayback Machine-ben

## Forrás
- Békés Sándor: Ünnep és gyász c. könyve - 2020

## Külső hivatkozások
- http://www.baranyanet.hu/kikicsoda/2001/b/bekes.htm Archiválva 2008. január 18-i dátummal a Wayback Machine-ben
- Ki Kicsoda a Hírközlésben; Ki Kicsoda 2000; Szakmai életrajz
- Takács Istvánné: Arcok Dombóvárról.
- Tévékönyv 1985
- Gerner András: A mi képernyőnk. Underground Kiadó, Budapest, 2015.

- Szerkesztő Bencze János. Ki kicsoda Pécsett 1995-ben. Pécs: Dél-dunántúli Extra Lapkiadó Kft (1996). ISBN 1416-1834 25. o.

- Szerkesztette Bencze János. Ki kicsoda Pécsett 2000-ben. Pécs: Bar-Zal Lapkiadó Kft. (2001). ISBN 1416-1834 21. o.

- Szerkesztette Bencze János, Csató Andrea. Ki kicsoda Pécsett 2005-ben. Pécs: Pécsi Hírek Lap- és Könyvkiadó Kft (2006). ISBN 1416-1834 18. o.